# 昂蒂尼亚克
昂蒂尼亚克（法語：Antignac，法語發音：[ɑ̃tiɲak]）是法国康塔尔省的一个市镇，属于莫里亚克区。

## 地理
昂蒂尼亚克（45°20'32"N, 2°32'43"E）面积16.02 平方千米，位于法国奥弗涅-罗讷-阿尔卑斯大区康塔爾省，该省份为法国中南部省份，位于法國中央高原中心，北起科雷兹省、上盧瓦爾省和多姆山省，西接洛特省和科雷兹省，南至阿韦龙省和洛特省，东临上盧瓦爾省和洛泽尔省。
与昂蒂尼亚克接壤的市镇（或旧市镇、城区）包括：塔朗泰讷河畔尚-马尔沙勒、拉蒙斯利、圣艾蒂安德绍梅伊、沃布雷。

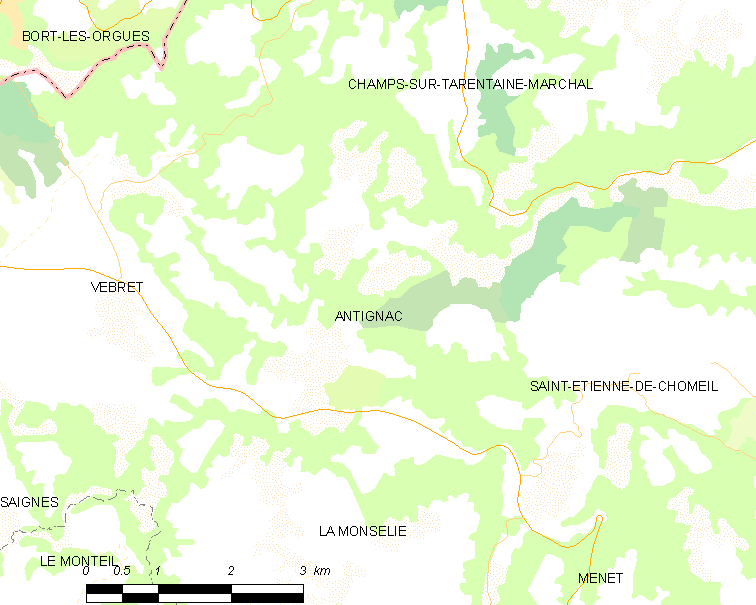
昂蒂尼亚克的OSM定位图

昂蒂尼亚克的时区为UTC+01:00、UTC+02:00（夏令时）。

## 行政
昂蒂尼亚克的邮政编码为15240，INSEE市镇编码为15008。

## 政治
昂蒂尼亚克所属的省级选区为伊德县。

## 人口

1962-2008年间昂蒂尼亚克人口变化图示

昂蒂尼亚克于2022年1月1日时的人口数量为282人。